# Холмірзаєв Каюм Холмірзайович
Каюм Холмірзайович Холмірзаєв (Халмірзаєв) (1943, Суфі-Кишлак, тепер місто Джалакудук Джалакудуцький район, Узбекистан) — радянський узбецький діяч, хокім Андижанської області, 1-й секретар Андижанського обласного комітету КП Узбекистану.

## Життєпис
З 1963 по 1966 рік служив у Радянській армії. Член КПРС з 1966 року.
Закінчив Ташкентський сільськогосподарський інститут.
У 1969—1972 роках — секретар комітету комсомолу Ташкентського сільськогосподарського інституту.
У 1972—1988 роках — 1-й секретар Орджонікідзевського районного комітету ЛКСМ Узбекистану Ташкентської області; начальник Орджонікідзевського районного управління сільського господарства Ташкентської області; завідувач відділу районного комітету КП Узбекистану Ташкентської області; директор радгоспу-заводу «Кібрай» Орджонікідзевського району Ташкентської області; в.о. голови виконавчого комітету Галабінської районної ради народних депутатів Ташкентської області; 1-й секретар Галабінського районного комітету КП Узбекистану Ташкентської області.
У 1988 — 5 березня 1990 року — секретар Андижанського обласного комітету КП Узбекистану.
5 березня 1990 — 14 вересня 1991 року — 1-й секретар Андижанського обласного комітету КП Узбекистану.
У березні 1990 — лютому 1992 року — голова Андижанської обласної ради народних депутатів.
21 лютого 1992 — 4 лютого 1993 року — хокім Андижанської області.

## Нагороди
- медалі
- Почесна грамота Республіки Узбекистан (30.12.1992)